# Чемпионат Уругвая по футболу 1948
Примера А Уругвая по футболу 1948 года — очередной сезон лиги. Турнир проводился по двухкруговой системе. Все клубы из Монтевидео. Был остановлен после 10 туров из-за забастовки игроков, таким образом, были проведены матчи 1-го круга и 1-й тур 2-го. Титулы официально не разыграны.

## Таблица
| №  | Клуб                 | И  | В | Н | П | Заб | Проп | Очки |
| 1  | Насьональ            | 10 | 8 | 2 | 0 | 29  | 6    | 18   |
| 2  | Пеньяроль            | 10 | 8 | 1 | 1 | 24  | 9    | 17   |
| 3  | КА Ривер Плейт       | 10 | 5 | 2 | 3 | 20  | 18   | 12   |
| 4  | Рампла Хуниорс       | 10 | 4 | 2 | 4 | 20  | 16   | 10   |
| 5  | Ливерпуль            | 10 | 4 | 2 | 4 | 18  | 22   | 10   |
| 6  | Дефенсор             | 10 | 3 | 3 | 4 | 19  | 21   | 9    |
| 7  | Сентраль             | 10 | 3 | 2 | 5 | 17  | 22   | 8    |
| 8  | Монтевидео Уондерерс | 10 | 2 | 2 | 6 | 17  | 25   | 6    |
| 9  | Данубио              | 10 | 0 | 5 | 5 | 14  | 25   | 5    |
| 10 | Серро                | 10 | 1 | 3 | 6 | 12  | 26   | 5    |

## Матчи

### Тур 1
| Пеньяроль — Данубио 2:2        |
| Насьональ — Сентраль 0:0       |
| Уондерерс — Рампла Хуниорс 0:3 |
| Серро — Ливерпуль 1:1          |
| Ривер Плейт — Дефенсор 2:2     |

### Тур 2
| Насьональ — Рампла Хуниорс 3:0 |
| Дефенсор — Серро 5:0           |
| Пеньяроль — Уондерерс 2:0      |
| Ривер Плейт — Данубио 4:0      |
| Ливерпуль — Сентраль 3:2       |

### Тур 3
| Дефенсор — Пеньяроль 1:5    |
| Уондерерс — Ливерпуль 5:1   |
| Рампла Хуниорс — Серро 3:0  |
| Насьональ — Ривер Плейт 7:1 |
| Данубио — Сентраль 1:2      |

### Тур 4
| Серро — Насьональ 1:2        |
| Ливерпуль — Пеньяроль 0:2    |
| Дефенсор — Уондерерс 5:3     |
| Сентраль — Ривер Плейт 2:4   |
| Рампла Хуниорс — Данубио 3:3 |

### Тур 5
| Пеньяроль — Ривер Плейт 2:1    |
| Насьональ — Дефенсор 4:1       |
| Ливерпуль — Рампла Хуниорс 4:3 |
| Сентраль — Уондерерс 4:1       |
| Серро — Данубио 2:2            |

### Тур 6
| Ливерпуль — Насьональ 1:2     |
| Пеньяроль — Серро 6:1         |
| Данубио — Дефенсор 1:2        |
| Рампла Хуниорс — Сентраль 3:0 |
| Уондерерс — Ривер Плейт 2:0   |

### Тур 7
| Сентраль — Пеньяроль 1:2         |
| Ривер Плейт — Рампла Хуниорс 1:0 |
| Серро — Уондерерс 1:1            |
| Насьональ — Данубио 4:0          |
| Дефенсор — Ливерпуль 1:3         |

### Тур 8
| Насьональ — Пеньяроль 2:0     |
| Уондерерс — Данубио 2:2       |
| Сентраль — Серро 2:5          |
| Ливерпуль — Ривер Плейт 2:4   |
| Дефенсор — Рампла Хуниорс 1:1 |

### Тур 9
| Уондерерс — Насьональ 0:3      |
| Пеньяроль — Рампла Хуниорс 1:0 |
| Ривер Плейт — Серро 3:1        |
| Данубио — Ливерпуль 2:2        |
| Сентраль — Дефенсор 2:1        |

### Тур 10
| Данубио — Пеньяроль 1:2        |
| Сентраль — Насьональ 2:2       |
| Дефенсор — Ривер Плейт 0:0     |
| Рампла Хуниорс — Уондерерс 4:3 |
| Ливерпуль — Серро 1:0          |